# Noboru Terada
Noboru Terada (japonès: 寺田登)  (Shizuoka, 25 de novembre de 1917 - 26 de setembre de 1986) fou un nedador japonès, especialista en proves d'estil lliure, que va competir durant la dècada de 1930.
El 1936 va prendre part en els Jocs Olímpics d'Estiu de Berlín, on guanyà la medalla d'or en els 1.500 metres lliures del programa de natació.
Un cop retirat fou entrenador de l'equip de natació de la Universitat de Keiō. El 1994 fou inclòs a l'International Swimming Hall of Fame.